# Первый Национальный канал Белорусского радио
Первый Национальный канал Белорусского радио (бел. Першы Нацыянальны канал Беларускага радыё) — государственная радиостанция. Зона вещания: вся территория Республики Беларусь.

## История

### 1925 год
Первая передача Белорусского радио вышла в эфир 15.11.1925. Радиостанция РВ-10 имени Совнаркома БССР стала транслировать передачи в радиусе до 300 км продолжительностью 30 минут в сутки. В Беларуси формировалась радиопередающая сеть. В Минске и Гомеле были установлены мощные радиопередатчики типа «Малый Коминтерн», в 25 районных центрах — радиоприемники коллективного пользования «Радиолина». В Минске построена 75-метровая деревянная мачта, рядом была оборудована студия. Вышли в эфир первые радиогазеты: рабочая (ежедневная) и крестьянская (3 — 4 раза в неделю), «Белорусская радиогазета».

### 1926 год
В июле 1926 радиостанция РВ-10 имени Совнаркома БССР стала работать в структуре АО «Радиопередача». Появились передачи для разных категорий слушателей: «Белорусская деревня», «Красная смена», «Пионер Беларуси», передавались выступления членов литературного объединения «Молодняк».

### 1927 год
Общество друзей радио провело первый Всебелорусский день радио.

### 1928 год
С 1928 в республике начало развиваться проводное вещание. На Белорусском радио введена типовая недельная сетка вещания, в которой была заложена адресность передач в зависимости от профессиональной и возрастной принадлежности слушателей, созданы симфонический оркестр и первый радиоуниверситет с техническим, сельскохозяйственным и общеполитическим факультетами. Наряду с передачами из студии Белрадиоцентра начались трансляции передач из театров и клубов. Впервые в республике проведена радиоперекличка городов СССР с участием Минска.

### 1929 год
Для радиофикации районов Беларуси был разработан 10-ваттный усилитель. На стеклозаводе «Октябрь» Бобруйского района был оборудован первый радиоузел.

### 1930-е годы
В начале 30-х годов передачи Белорусского радио велись в форме радиогазет. В эфир регулярно выпускались программы «Международный отдел», «За большевистские темпы», «В рабочий полдень», «Красноармейская газета» и др.

### 1931 год
Построена мощная радиостанция в Колодищах под Минском.

### 1933 год
Создан Комитет радиофикации и радиовещания при СНК БССР по организации программ для всех радиостанций и радиоузлов Беларуси. Появились новые формы вещания, открыты секторы «Последних известий», общественно-политический, художественный, детский, низового вещания, «В помощь самообразованию» и др. С усовершенствованием технических средств практиковались прямые эфирные передачи: репортажи со встреч, митингов, собраний, демонстраций.

### 1936 год
Установлены аппараты звукозаписи типа «Шоринофон», где в качестве носителя звука использовалась обычная кинолента. Под рубрикой «Радиотеатр» выходили драматические и музыкальные передачи, в том числе радиоинсценировки и радиоспектакли по произведениям белорусских писателей.

### 1938 год
Началось вещание в новом Доме радио, где имелись 3 новые студии, цех механического вещания и звукозаписи. Налажен выпуск ежедекадной газеты «Радиопрограммы».

### 1939 год
После присоединения Западной Белоруссии к БССР создана мощная радиостанция в Барановичах. Началось строительство радиопринимающего центра в Прилуках (Минский район), в Белрадиоцентре введен в эксплуатацию 100-киловаттный ламповый передатчик. Развивалось областное и районное вещание.

### 1941 год
В связи с оккупацией Беларуси немецко-фашистскими захватчиками в 1941 радиостанция РВ-10 имени Совнаркома БССР временно прекратила свою деятельность. На коротких волнах в Москве начала работу радиостанция «Савецкая Беларусь». Первая ее передача вышла в эфир 1 января 1942 года. Радиостанция вела выпуски «Последних известий» для партизан и подпольщиков с обзором газеты «Советская Белоруссия» и газеты-плаката «Раздавім фашысцкую гадзіну», составляла сводки Совинформбюро, готовила «Партизанские новости», передачу «В помощь фронту», сатирическую рубрику «Партизанская сатира», специальные передачи для редакций подпольных газет, для комсомольцев и молодежи оккупированной территории Беларуси и др. Значительное место в эфире отводилось выступлениям партийных руководителей, деятелей науки и культуры. За период ее существования (до 20.9.1944) вышло 3270 передач, радиостанция провела 15 трансляций антифашистских митингов.

### 1944 год
В освобожденном Гомеле в 1944 году, а затем в Минске вновь заработала радиостанция РВ-10 имени Совнаркома БССР. В 1945 году восстановленные студии Дома радио и новое оборудование дали возможность расширить диапазон передач. Специальные выпуски «Последних известий», новые рубрики «По городам нашей республики», «На освобожденной белорусской земле» и другие посвящались новостройкам, восстановлению сельского хозяйства, возрождению науки и культуры.

### 1946 год
Вышла в эфир радиогазета «Юные ленинцы», в 1949 — радиоальманах «Беларусь литературная». Практиковались прямые трансляции праздничных демонстраций, народных праздников, спортивных соревнований.

### 1950-е годы
Началась интенсивная работа по улучшению качества радиовещания. В Доме радио было установлено новое оборудование, позволившее улучшить качество записных передач. С вводом в 1955 году Минского телевизионного центра заработала 2-программная радиовещательная станция на ультракоротких волнах. В эфир выходили аналитическая программа «На хозяйственные темы», молодежная передача «Беларусь физкультурная», «Радиожурнал для женщин». На Белорусском радио развивались специфические для радиожурналистики жанры: радиоочерк, радиорепортаж, радиокомментарий.

### 1960 год
Завершена полная радиофикация Беларуси.

### 1962 год
Началось регулярное вещание на коротких волнах на зарубежные страны. В результате преобразований в подготовке и программной систематизации передач улучшилось содержание программ. Свидетельством творческой зрелости Белорусского радио стало создание новых радиостанций.

### 1963 год
В феврале 1963 года вышла в эфир радиостанция «Белорусская молодежная» с передачами «Звездная эстафета», «Задушевный разговор», «Я вам пишу».

### 1964 год
В апреле 1964 года вышла в эфир радиостанция «Сельская жизнь» с программами «Сельское утро» и «Вечерние зарницы». Популярностью пользовались среди слушателей программа «День нашей жизни», передача для старшеклассников «Романтики», дискуссионный клуб «Собеседник», постоянные циклы передач «В обеденный перерыв» и «Для верующих и неверующих». Выходила «Рабочая радиогазета». С целью улучшения подготовки кадров для радио и телевидения на факультете журналистики БГУ создана кафедра теории и практики радиовещания и телевидения.

### 1970-е годы
Белорусское радио начало стереовещание на ультракоротких волнах, вводилось 3-программное проводное вещание. Современное отечественное и зарубежное оборудование дало возможность расширить и улучшить качество радиовещания.

### 1972 год
Начала выходить в эфир информационно-политическая и музыкальная программа «Криница» с передачами «Любимые мелодии», «Маршрутами выходных дней», «Для тех, кто в дороге», «Молодые голоса» и др. Значительное место занимали цикл передач «Новатор», программа «Спросим себя, товарищи!», «Актуальный микрофон». Выходили информационные выпуски «Новости республики» и «Минские новости». На территории Беларуси работали 22 радиовещательные станции, развивалось местное радиовещание.

### 1980-е годы
На начало 80-х годов в Беларуси насчитывалось 6 редакций областного, 115 районного, 12 городского и 32 фабрично-заводского радио. Начался процесс реформирования структуры Белорусского радио, его программной, идеологической и творческой установок. Основной информационно-пропагандистской и литературно-художественной программой радио оставалась 1-я программа радио. Существенное место в ней стали занимать полемические выступления по вопросам национальной истории, возрождения белорусского языка и культуры, состояния окружающей среды, морально-этическая тематика. Появились радиоочерки нового содержания: «Голос демократии», «Дорога в завтра», «Обновление», «Высокое звание — учитель» и др.

### 1990-е годы
Начался новый этап развития Белорусского радиовещания. В сложившихся социально-политических условиях оно сохранило свое традиционное место в системе Белгостелерадио. Велась работа по реорганизации Минского областного радио. Снизилось число программ районного (регионального) радио (насчитывалось 40). Значительно увеличился объем политического вещания, внедрены новые формы подачи материала.

### 1991 год
Впервые вышли в эфир информационно-аналитические программы «Радиофакт» и «Постфактум».

### 1994 год
В мае 1994 года радиостанции «Криница» и «Белорусская молодежная» объединились в новую программу «Радио-2» с популярными рубриками «Слово для души», «Жизнеописание», «Местечко» и др. В этом же году Указом Президента Республики Беларусь утверждено Положение о Национальной государственной телерадиокомпании Республики Беларусь, которая стала осуществлять руководство всем процессом от создания до выхода в эфир радиопрограмм.

### 1995 год
Развивается коммерческое радиовещание.

### 1998 год
Редакция вещания на Минск и Минскую область вышла в эфир под названием радиостанция «Столица». Белорусское радио ведет ретрансляцию передач на регионы России, их слушают жители Латвии, Литвы, Польши и Украины.

### 2003 год
Переход на цифровое вещание позволил более эффективно и качественно вести записи передач. Усовершенствована верстка эфирного дня, эфир стал более динамичным и живым. Проведена компьютеризация рабочих мест журналистов, созданы условия для подготовки программ на конкурсной основе. В эфире стали доминировать прямые контакты со слушателями, интерактивные передачи, репортажи, опросы населения, комментарии экспертов и др.

### 2005 год
Все каналы и радиостанции Белорусского радио транслируются в режиме реального времени в сети Интернет.

### В настоящее время
Белорусское радио ведет передачи по 2 общенациональным каналам — Первый национальный канал и «Культура», 3 радиостанциям — «Беларусь», «Столица» и «Радиус-FM».
В структуре Белорусского радио работает объединение музыкальных коллективов: заслуженный коллектив академический хор, симфонический оркестр, заслуженный коллектив ансамбль народной музыки «Бяседа».
Первый национальный канал Белорусского радио — главный информационный и общественно-политический радиоканал республики, обеспечивающий освещение государственной внутренней и внешней политики посредством объективного и оперативного информирования слушателей об основных событиях в политической, экономической, общественной, культурной и спортивной жизни страны. Характер вещания канала определен принципами вещательной политики, основанной на сочетании информационных, общественно-политических, социально-экономических, культурно-просветительских и развлекательных программ для целевых аудиторий.
Приоритет вещания — оперативная и достоверная информация (выпуски «Новостей» в начале каждого часа, утренняя информационная программа «Радиофакт», вечерняя информационно-аналитическая программа «Постфактум»). Информационная служба полно и с четкой периодичностью сообщает о событиях, имеющих общественную значимость и широкий резонанс. В информационных выпусках основное внимание уделяется деятельности высших органов государственной власти, важнейшим событиям в политической, экономической, культурной и спортивной жизни страны и зарубежья.
Стратегия развития информационного вещания предусматривает широкое освоение информационного пространства республиканского и международного масштаба. Активно ведется работа по совершенствованию деятельности корреспондентской сети, ее географического охвата в тесном взаимодействии с областными телерадиокомпаниями, представительствами Республики Беларусь в странах ближнего и дальнего зарубежья.
На Белорусском радио используются современные цифровые технологии вещания, что позволило практически отказаться от ферромагнитной ленты. Имеющаяся локальная компьютерная сеть с выходом в Интернет позволяет оперативно получать, обрабатывать и передавать информацию в эфир.

## Передачи

### Информационное вещание
- «Новости»
- «Радыёфакт» — утренняя информационная программа, в эфире с 4 марта 1991 года
- «Постфактум»
- «Раніца з Беларускім радыё» («Утро с Белорусским радио»)
- «Новости культуры»
- «Регион»
- «Радиослужба безопасности»
- «Спорт»

### Общественно-политическое вещание
- «Актуальны мікрафон»
- «Акцэнты»
- «Такой день»
- «Беларусь-Россия»
- «Радиоблог»

### Социально-экономические передачи
| - «Дзелавы радыёпартал» - «Рынак працы» - «Служу Айчыне!» - «Планёрка» - «Будзьце здаровыя!» - «Сямейная праграма» - «Здароўе» - «Свая зямля» - «Пра надвор'е і не толькі» - «Нязведаныя гарызонты» - «Медыяцыя» |

### Литературно-художественное вещание
| - «Эпізоды Вялікай вайны» - «Дабравесце ад паэзіі» - «Галерэя» - «Духоўнае слова» - «Святло душы» - «Літаратурны калейдаскоп» - «Тэатр Беларускага радыё» - «Моўная хвілінка» - «Радыёсерыял» - «Паэтычны эцюд» |

### Музыкальное вещание
| - «Творчы вечар» - «Сустрэчы з песняй» - «Вітаем, віншуем, жадаем!» - «Рэтра» - «Настрой!» - «Клас і К» - «Накцюрны» - «Радыёла» - «Любімая пласцінка» - «Тэрыторыя гуку» |

### Специальные проекты
- «Наш выбар»
- «Стоп, вірус!»
- «Маладыя таленты Беларусі»
- «Беларусь адзіная»
- «Беларусь спартыўная»
- «Энергетычны аспект»
- «Эфірны летапіс»
- «IT-краіна»
- «Малая радзіма»
- «Адукацыя.BY»
- «Радыётэка»

### Архивные проекты
- «Радыёчат»
- «Інавацыі і тэхналогіі»
- «Мы Беларусь»
- «Грамадства і ўлада»
- «ШОСТЫ ЎСЕБЕЛАРУСКІ НАРОДНЫ СХОД»
- «ГОД НАРОДНАГА АДЗІНСТВА»
- «Беларусь героическая»
- «Беларусь помнит»
- «Освобождение и Победа»
- «Малая родина»
- «История республики»
- «Падзеі дня»
- «Дыялог»
- «Пазiцыя»
- «Радыё.by»
- «Беларускi шлях»
- «Палiтычны вектар»
- «Пакаленне XXI»
- «Для тых, хто дома»
- «Сельская раніца»
- «Дачны сезон»
- «Пасля поўначы»
- «Роднае слова»
- «Мая краіна — Беларусь»
- «Мелодыі дзяцінства»
- «Адкрытая пляцоўка»
- «Радыё. BY»
- «Беларускі альбом»
- «Помні імя сваё…»
- «Анталогія раманса»
- «Зямля, што нам дадзена лёсам»
- «Дзіцячы свет»
- «Акадэмія навук»
- «Кіна-клуб»
- «Улада народа»
- «Радыёваяж»
- «Супольнасць»
- «Вячэрняя казка»
- «Армейская пошта»
- «СМС-эфір»
- «Галасы стагоддзяў»
- «Падарунак меламану»
- «Кароткія гісторыі»
- «Музыка для ўсіх»
- «Афіша»
- «Водгук»
- «Радыёлетапіс краіны»
- «Грамадская прыёмная»
- «Беларускае — лепшае»
- «Партнёр»
- «Права-веды»
- «Аўтарская песня»
- «Музычная планета»
- «Новая музыка»
- «Іграй, душа!»
- «Канцэрт з аркестрам»
- «Песні беларускіх кампазітараў»
- «Добры дзень!»
- «Культурная прастора»
- «Беларускі шлях»
- «Песні малой радзімы»
- «Тэрыторыя гуку»
- «Сем нот»
- «Свабодны стыль»
- «Музычны мацыён»
- «Муза»
- «Гукавая дарожка»
- «Джаз тон»
- «Гармонія»
- «Беларуская музычная класіка»
- «Давайце абмяркуем»
- «Героі нашага часу»
- «Па-за эфiрам»
- «Помнi iмя сваё»

## Лица канала
| - Андронова М. В. — «Пастфактум», «Падзеі дня» - Анищенко О. В. — «Для тых, хто дома» - Баклейчев В. А. — диктор - Башилова С. К. — «Сельская раніца», «Дачны сезон» - Белецкая Л. Э. — «Здароўе» - Беркутов С. А. — «Спорт» - Бовкалова Н. Л. — специальный корреспондент - Бондаренко О. В. — «Пасля поўначы» - Бондарович В. В. — «Роднае слова», «Моўная хвілінка» - Вахромеева Е. И. — «Мая краіна — Беларусь», «Пастфактум», «Падзеі дня», «Радыёфакт» - Винярский О. А. — «Анталогія раманса», «Помні імя сваё…», «Сустрэчы з песняй» - Гальперович Н. Я. — «Зямля, што нам дадзена лёсам» - Гаргалык Т. Д. — «Дзіцячы свет», «Літаратурны калейдаскоп» - Григорян И. А. — «Радыёфакт», «Радыё. BY», «Навіны» - Демидович Е. В. — «Для тых, хто дома» - Драгина М. И.- «Беларускі альбом» - Дубаневич В. В. — репортёр - Ермалюк А. П. — «Адкрытая пляцоўка», «Мелодыі дзяцінства», «Накцюрн», «Пасля поўначы» - Жлоба Н. В. — «Кіна-клуб» - Жук И. И. — «Акадэмія навук» - Захария М. О. — диктор - Зенько Т. М. — «Улада народа» - Иваненко Т. А. — репортёр - Коршун Л. К. — «Радыёваяж», «Супольнасць», «Вячэрняя казка» - Круглинская Е. О. — «Афіша», «Водгук» - Кудрейко Н. В. — «Музыка для ўсіх» - Кулик Т. А. — репортёр - Лазовик П. В. — «Адкрытая пляцоўка», «Пасля поўначы», «Бацькі і дзеці», «Радыёфакт» - Литвиновский А. Ф. — «Джаз-тон», «Клас і К» - Мацкевич С. А. — «Актуальны мікрафон», «Героі нашага часу», «Давайце абмяркуем», «Нязведаныя гарызонты», «Радыё. BY» | - Михалевич О. З. — «Помні імя сваё…» - Мятлева С. В. — «Для тых, хто дома», «Пасля поўначы», «Армейская пошта», «Вітаем, віншуем, жадаем!», «СМС-эфір» - Овчинников А. Т. — «Раніца з Беларускім радыё», «СМС-эфір» - Песнякевич Т. П. — «Анталогія раманса», «Галасы стагоддзяў», «Падарунак меламану», «Сустрэчы з песняй» - Прохор М. П. — «Кароткія гісторыі» «Літаратурны калейдаскоп» - Пташук А. М. — «Вячэрняя казка», «Тэатр Беларускага радыё» - Семашко О. В. — «Дзелавы радыёпартал», «Пастфактум», «Падзеі дня», «Радыёфакт» - Синица А. В. — «Раніца з Беларускім радыё», «Пасля поўначы» - Стельмах В. В. — «Галерэя», «Звычайныя гісторыі», «Радыёлетапіс краіны», «Эпізоды Вялікай вайны» - Стёпочкина Н. В. — «Грамадская прыёмная», «Сельская раніца» - Степанова Е. Н. — «Для тых, хто дома» - Стрелковский С. В. — «Спорт» - Сухарко С. Г. — редактор новостей - Сычевич В. А. — «Беларускае — лепшае», «Радыёслужба бяспекі» - Титовицкая Т. Г. — «Партнёр», «Права-веды» - Тихомирова М. М. — «Аўтарская песня», «Музычная планета», «Новая музыка» - Толкачёв Е. В.- «Іграй, душа!», «Канцэрт з аркестрам», «Песні беларускіх кампазітараў» - Тур И. П. — «Дзелавы радыёпартал», «Спорт» - Тэрро А. И. — «Спорт» - Угляница М. А. — «Акцэнты», «Палітычны вектар», «Радыёфакт» - Урбанович В. М. — «Па-за эфірам», «Бацькі і дзеці» - Фурман В. С. — «Помні імя сваё…» - Ходоско Я. И. — «Добры дзень!», «Культурная прастора» - Шалёва О. М. — «Служу Айчыне!» - Швайко Е. Н. — «Беларускі шлях», «Беларусь-Расія» - Шулешко В. В. — «Вітаем, віншуем, жадаем!», «СМС-эфір», «Пасля поўначы» - Шустер А. Г. — «Навіны», «Спорт» - Шушакова С. В. — диктор - Яблонская И. М. — репортёр |

## О радиостанции
Основана 15 ноября 1925 года, с мая 1962 года ведёт вещание на страны дальнего зарубежья.
Радиостанция имеет самый высокий рейтинг среди электронных СМИ Белоруссии. Является партнёром радиогазеты «Слово».

### Распространение
Передачи ведутся на ультракоротких, а также через Интернет. До 2016 года в большинстве домов работали радиорозетки для подключения абонентских громкоговорителей.
Первый национальный канал Белорусского радио вещает на всю территорию Белоруссии, частично в Польше, Литве, Латвии, России и на Украине.
В сносках указан год начала вещания на указанных частотах.
В диапазоне 66-74 радиостанция вещает 4.45-2.00,в диапазоне 87.5-108-круглосуточно.
| Населённый пункт | Частота (УКВ) | Частота (FM) |
| ---------------- | ------------- | ------------ |
| Березино         | 70,79         | 94,7         |
| Бобруйск         | 71,45         | 101,6        |
| Брагин           | 67,37         | 103,3        |
| Браслав          | 69,08         | 105,7        |
| Видзы            | 72,80         | —            |
| Витебск          | 70,67         | 100,5        |
| Воложин          | —             | 101,0        |
| Геранены         | 72,32         | 105,8        |
| Гомель           | 67,76         | 105,1        |
| Гродно           | 66,98         | 103,0        |
| Дрогичин         | 72,14         | —            |
| Жлобин           | 69,68         | 105,5        |
| Защебье          | —             | 102,0        |
| Колодищи (Минск) | 71,33         | 106,2        |
| Копыль           | —             | 102,3        |
| Костюковичи      | 66,47         | 104,7        |
| Крупки           | —             | 103,8        |
| Луки             | —             | 90,6         |
| Могилёв          | 72,74         | 105,9        |
| Мозырь           | —             | 101,2        |
| Мстиславль       | 66,89         | 106,7        |
| Мядель           | 68,69         | 106,4        |
| Орша             | 67,85         | 107,0        |
| Осиповичи        | 67,46         | 91,0         |
| Пинск            | 66,32         | 104,5        |
| Пружаны          | —             | 98,3         |
| Ракитница        | 70,91         | 100,0        |
| Свислочь         | —             | 105,9        |
| Слоним           | 66,56         | 106,5        |
| Сметаничи        | 67,22         | 106,3        |
| Сморгонь         | 67,97         | 103,6        |
| Солигорск        | 70,22         | 100,3        |
| Старые Дороги    | —             | 100,6        |
| Столин           | —             | 104,1        |
| Трокеники        | —             | 104,5        |
| Ушачи            | 72,65         | 106,7        |

### Награды
По итогам 2007 года радиостанция отмечена дипломом победителя Национального конкурса «Бренд года» в потребительской номинации.